# Trinidad Moruga Scorpion
 (janvier 2016).
Si vous disposez d'ouvrages ou d'articles de référence ou si vous connaissez des sites web de qualité traitant du thème abordé ici, merci de compléter l'article en donnant les références utiles à sa vérifiabilité et en les liant à la section « Notes et références ».

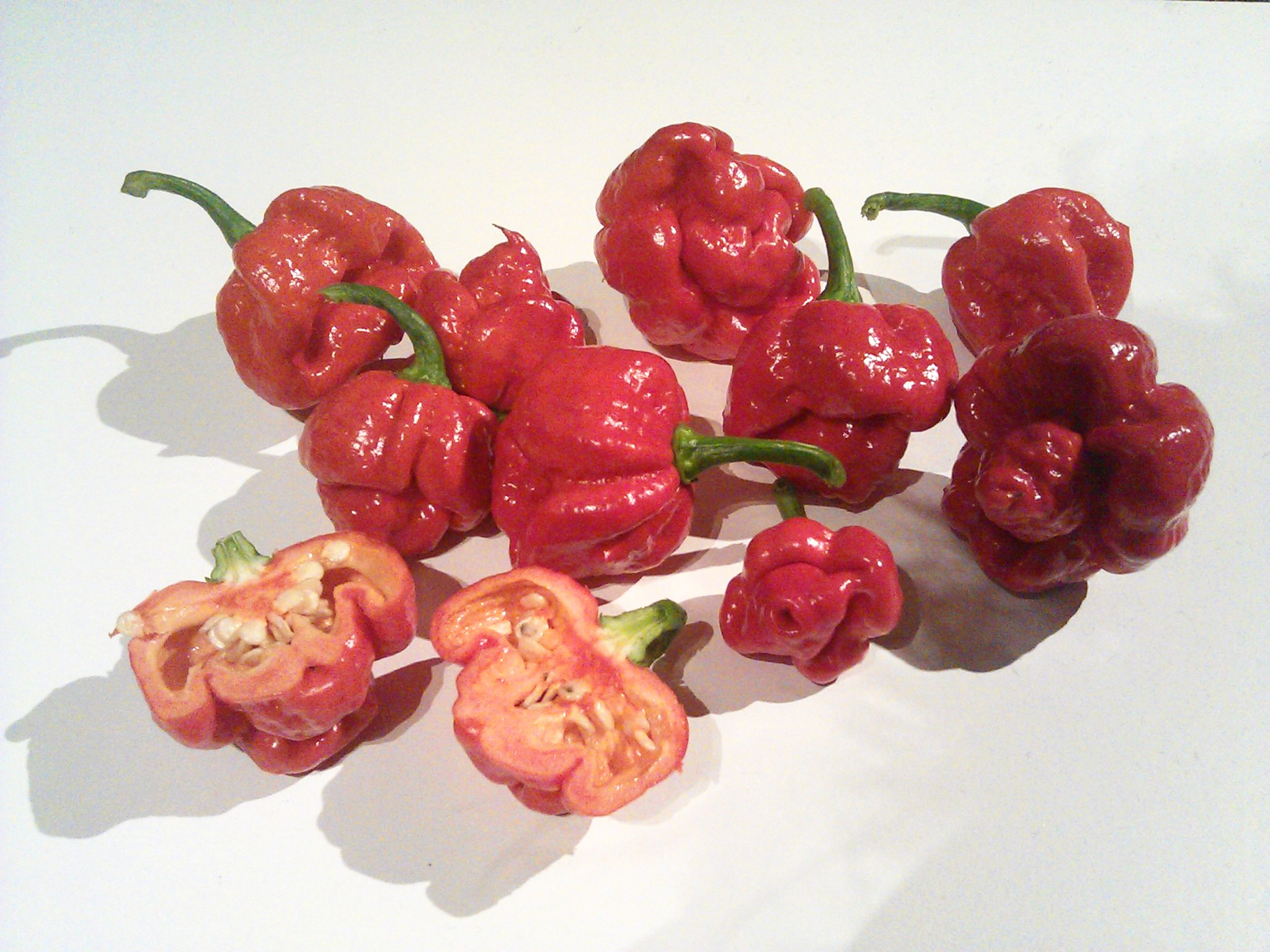

Le Trinidad moruga scorpion est un piment. Il fut le piment le plus fort du monde avant l'arrivée du piment Carolina Reaper en 2013. En effet, il atteint un niveau de chaleur de 1 200 000 sur l'échelle de Scoville . Il a été créé par l'agriculteur Waheed Ogeer , à Trinité-et-Tobago.